# Furstendömet Antiokia
Furstendömet Antiokia var en korsfararstat under medeltiden.
Furstendömet grundades 1098 av en av ledarrna för första korståget, den normandiske fursten Bohemund av Tarent och bestod fram till 1268 då Antiokia erövrades av sultanen Baibars.